# Geheugensteentjes
Geheugensteentjes (originele titel: The Memory Stones) is een roman uit 2003 van de Ierse schrijfster Kate O'Riordan.
Geheugensteentjes gaat in hoofdzaak over relaties tussen moeders en dochters. Nell, een 48-jarige Ierse, die in Parijs vinologe is, keert na dertig jaar afwezigheid terug naar Ierland. Toen ze als zestienjarige zwanger werd, vertrok ze naar familie in Engeland om te bevallen. Zelfs bij de begrafenis van haar moeder Agnes liet ze verstek gaan. Nu gaat ze terug naar Ierland, omdat oude vrienden lieten weten dat er iets aan de hand is met haar inmiddels volwassen dochter Ali. Ali reageert achterdochtig en is onvoorspelbaar. Haar man is erg ziek en ze hebben intussen een dochter, Grace, die dolblij is met de komst van haar oma. In het huis vindt Nell de geheugensteentjes van haar moeder terug, strandkeien, waarop zij over bijzondere gebeurtenissen schreef. Een dramatisch moment in haar jeugd was toen zij en haar zusje in het water sukkelden; zij werd door haar moeder gered, haar zusje verdronk. Stilaan worden het verleden en de knopen in de relaties ontward.